# Lijst van rivieren in Afghanistan

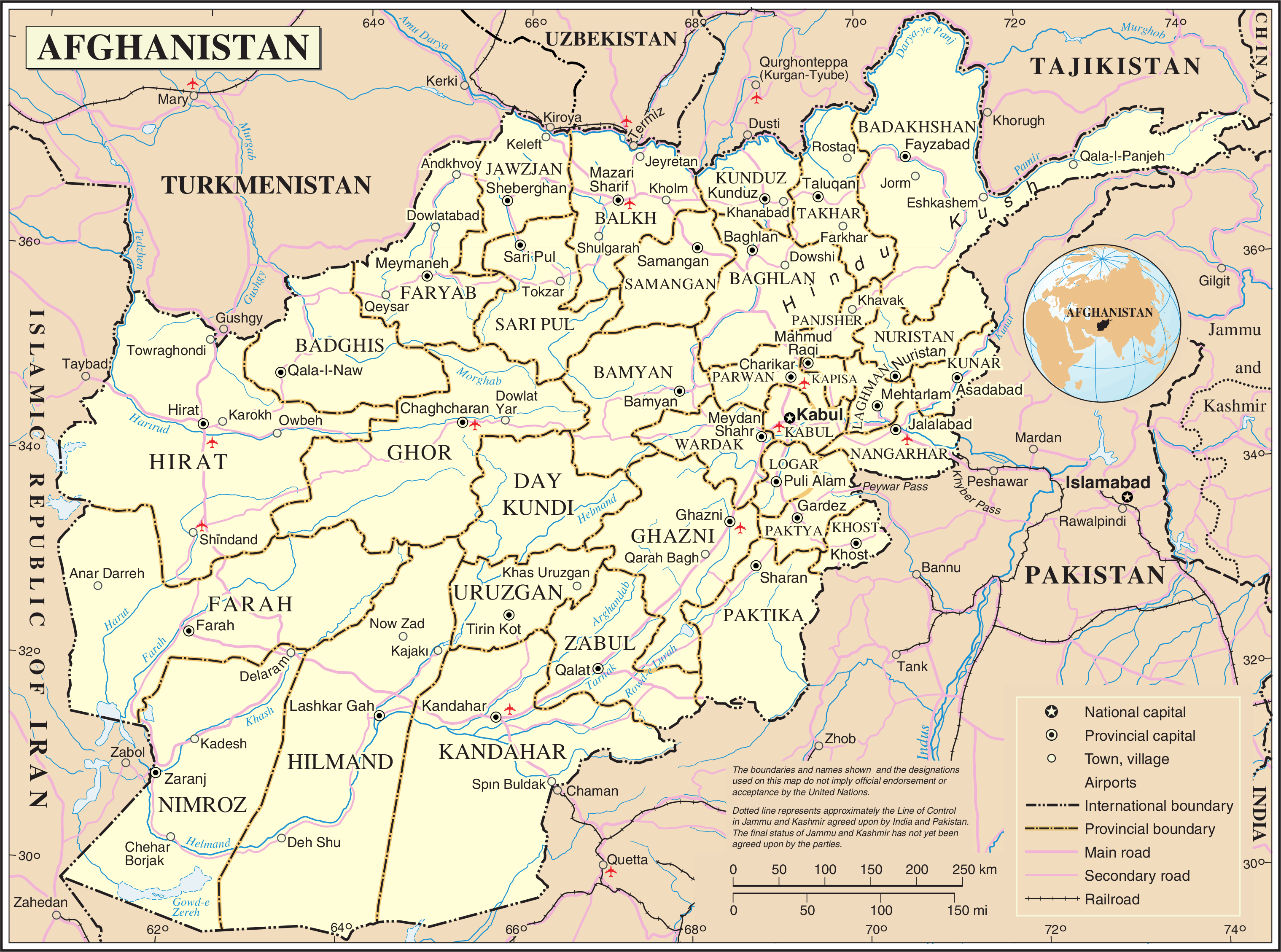
Kaart van Afghanistan.

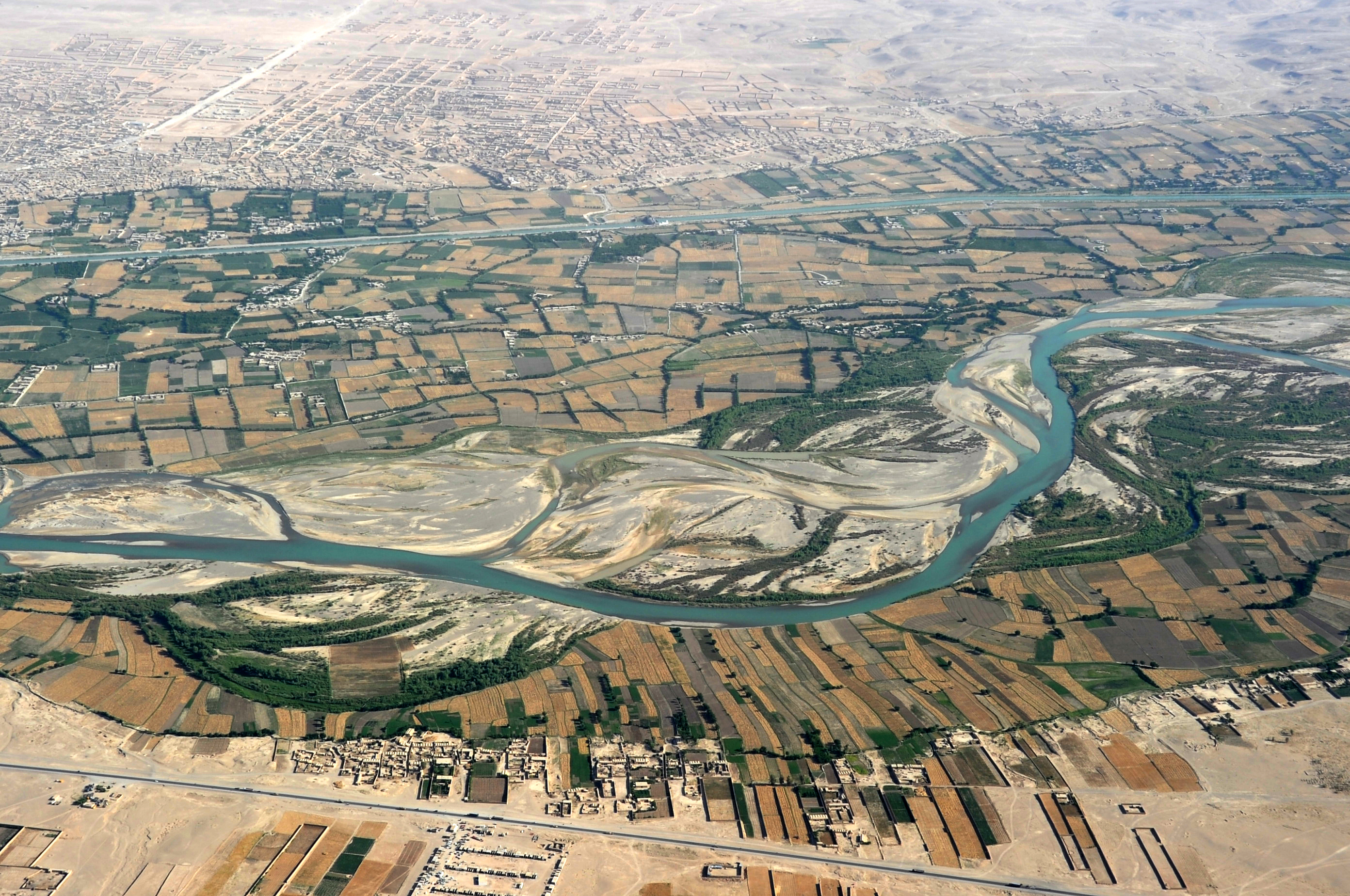
Luchtfoto van de Arghandab in Kandahar.

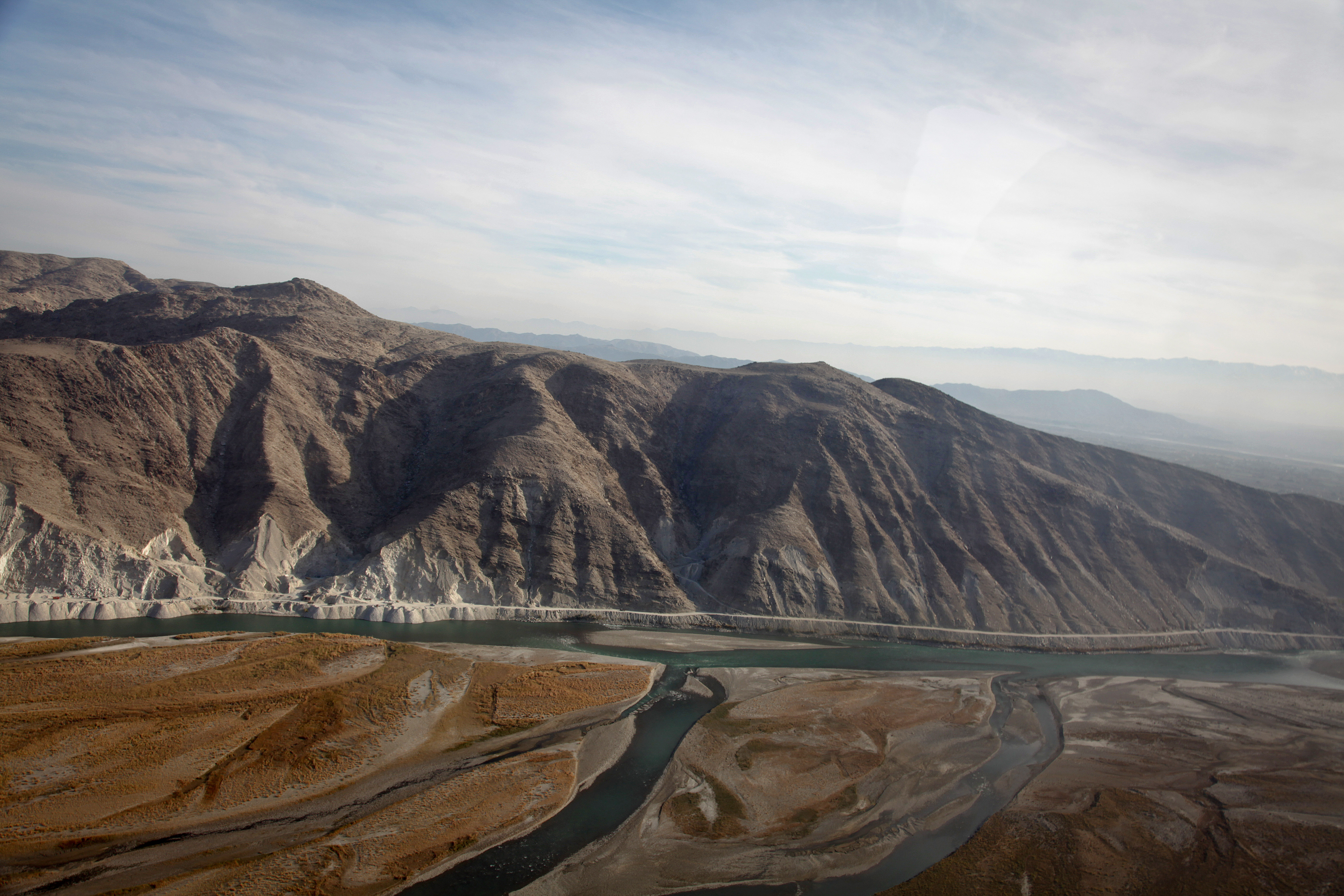
Aftakkingen van de Kunar komen samen in de provincie Nangarhar.

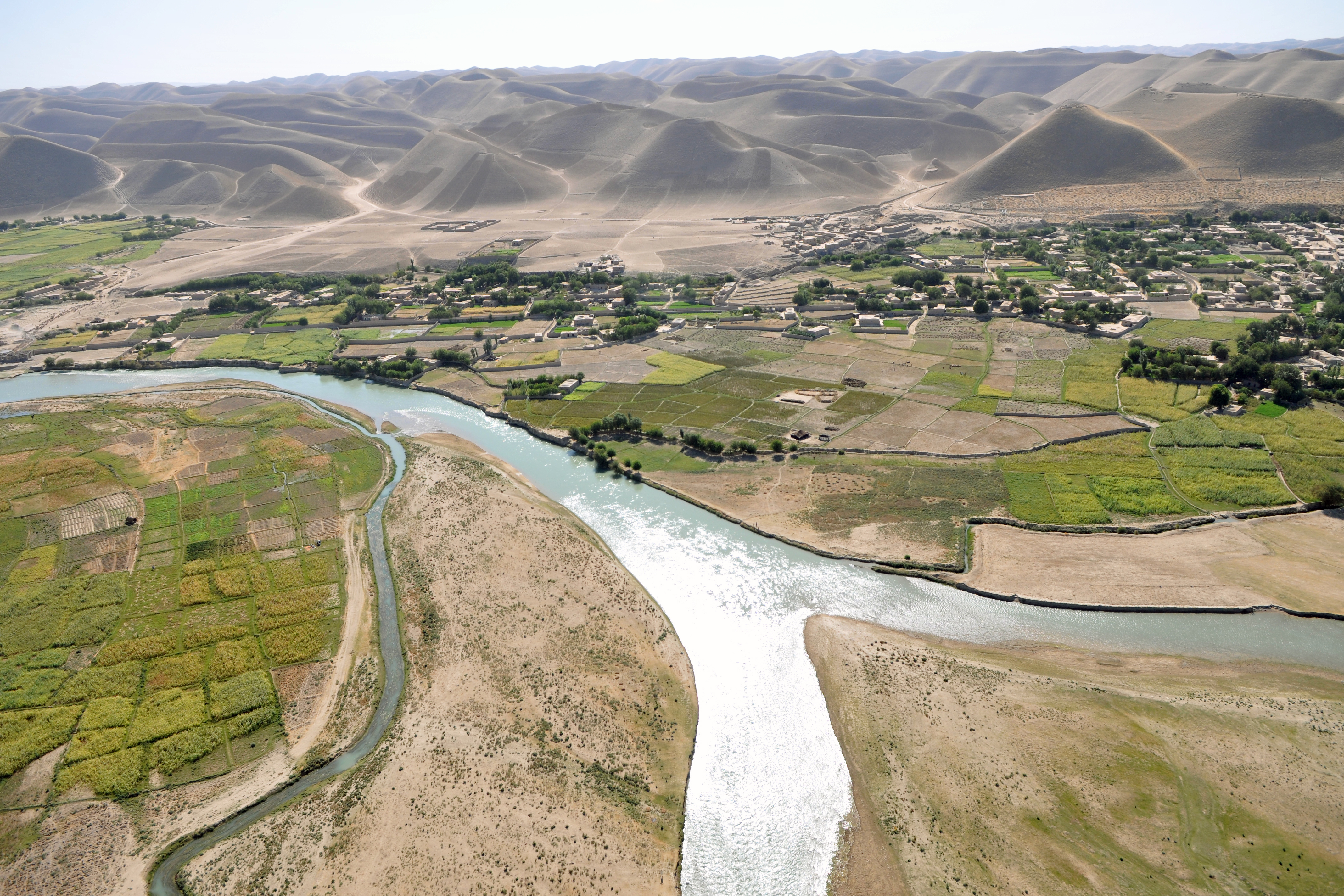
Uitzicht op een rivierdal in westelijk Afghanistan.

Dit is een lijst van rivieren in Afghanistan. De rivieren in deze lijst zijn geordend naar drainagebekken en de opeenvolgende zijrivieren zijn ingesprongen weergegeven onder de naam van elke hoofdrivier.

## Arabische Zee

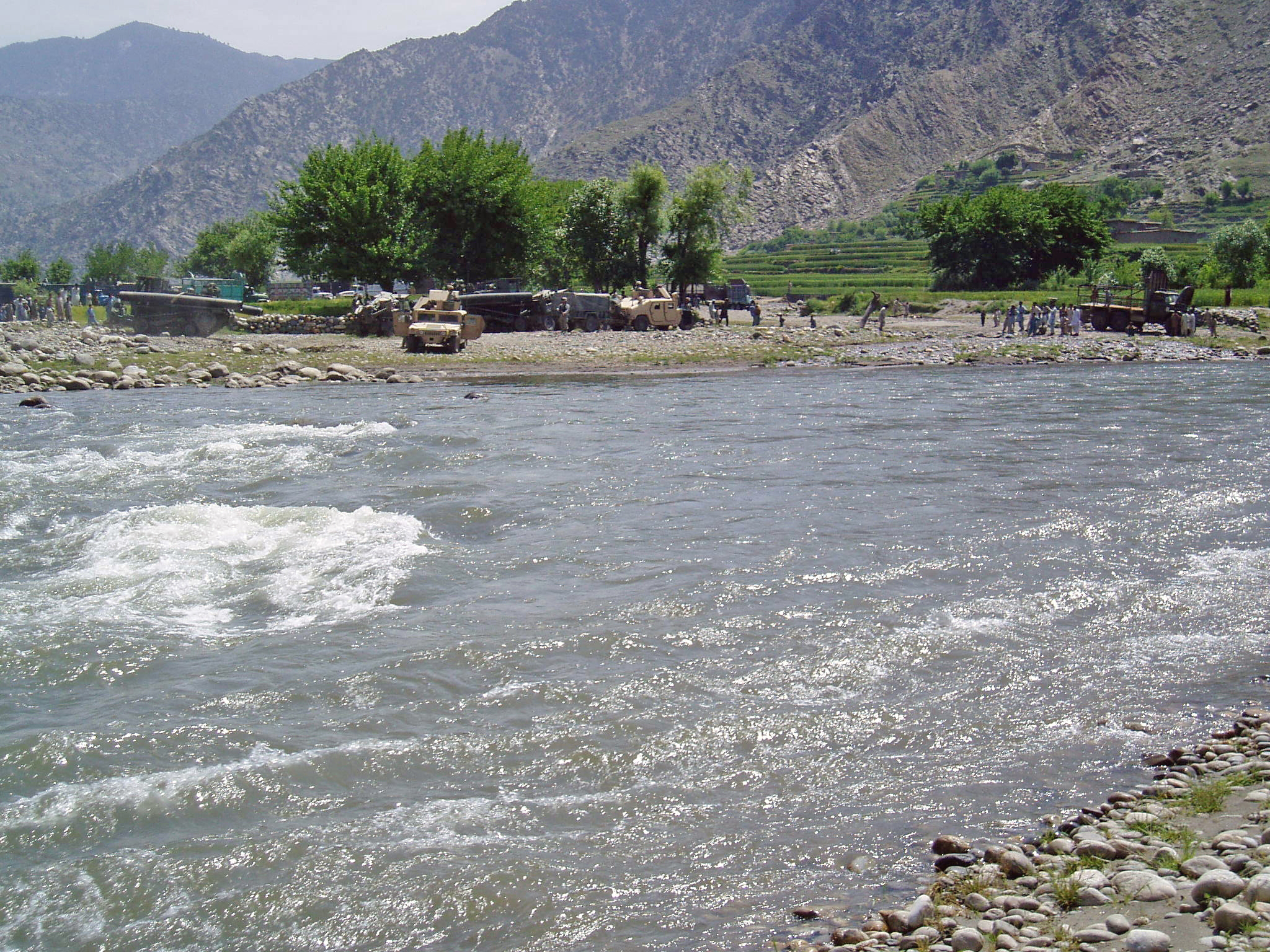
De Pech in het oosten van Afghanistan.

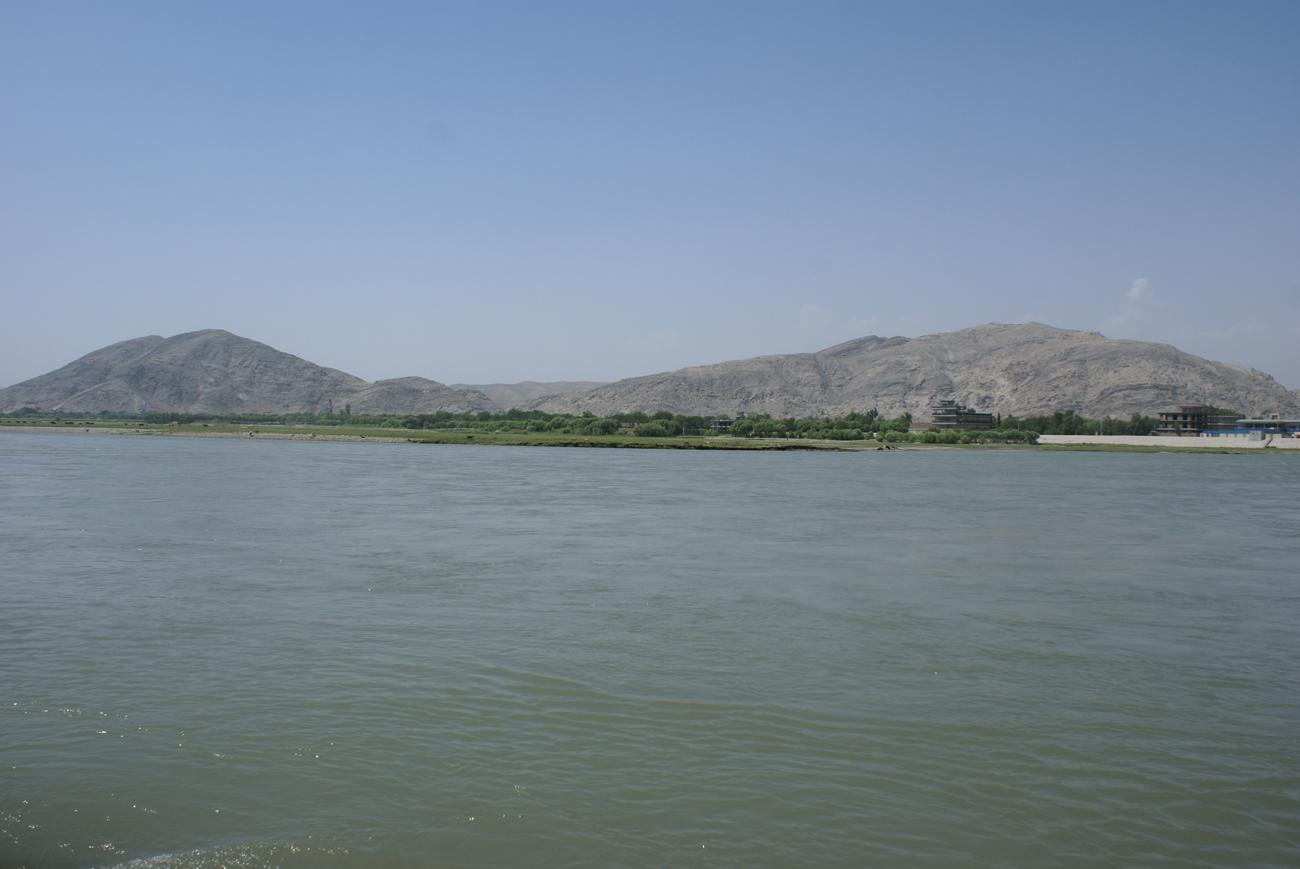
De Kabul, in de buurt van Jalalabad.

- Indus (Pakistan)
  - Gomal
    - Kundar
    - Zhob

  - Kurram
  - Kabul
    - Bara
    - Kunar
      - Pech
      - Landai Sin

    - Surkhab
    - Alingar
    - Panjshir
      - Ghorband
        - Salang

    - Logar

## Endoreïsche bekkens

### Sistanbekken
- Harut (of Ardaskan)
- Farah
- Helmand
  - Khash
  - Arghandab
    - Dori
      - Tarnak
      - Arghistan
        - Lora

  - Musa Qala
  - Tirin
  - Kaj

### Ab-i Istada
- Ghazni[1]
  - Jilga

### Karakumwoestijn
- Harirud
  - Jam
- Murghab
  - Kushk
  - Kashkan

### Aralmeer
- Amu Darya

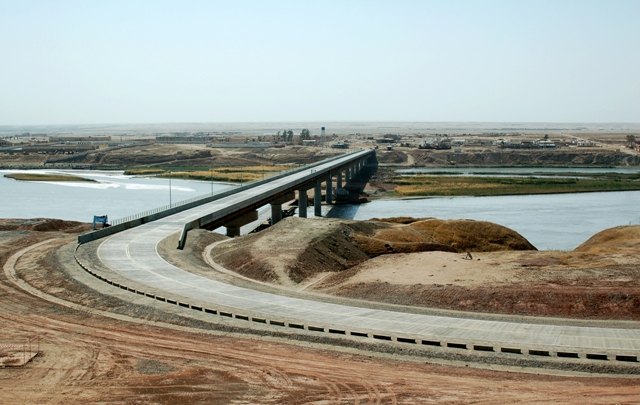
Brug over de Amu Darya op de grens tussen Tadzjikistan en Afghanistan (2007).

  - Safid, bereikt de Amu Darya niet meer
  - Balkh, bereikt de Amu Darya niet meer
  - Khulm (voorheen Tashkurgan), bereikt de Amu Darya niet meer
  - Kunduz (of Surkhab) 
    - Khanabad
    - Andarab
    - Bamiyan

  - Kokcha
    - Anjuman

  - Pandzj
    - Bartang (Aksu)
    - Pamir
    - Wakhan